# 中華民國陸軍東引地區指揮部

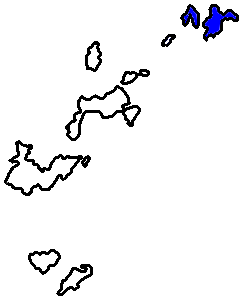
陸軍東引地區指揮部的轄區範圍福建省連江縣東引鄉。

陸軍東引地區指揮部（英語：Dongyin Area Command），簡稱：「東引指揮部、東指部」，隊名：「忠義部隊」，前身為陸軍反共救國軍指揮部，為中華民國陸軍直屬的地區指揮部，係中華民國國軍駐守於福建省連江縣東引鄉的陸軍部隊，總兵力約千人，指揮官為陸軍少將編階。戰時負責東引地區的作戰指揮和軍事管制。

## 沿革

### 戡亂時期
- 1951年，江浙、閩粵地區游擊隊於福建省金門縣設立「福建省反共救國軍總指揮部」，於浙江省大陳島設立「浙江省反共救國軍總指揮部」。[1]
- 1953年7月，撤銷浙江省反共救國軍總指揮部，改為「大陳防衛司令部」，
- 1955年2月9日，大陳軍民撤退，原大陳所有國軍部隊移駐臺灣省嘉義縣。
- 1955年3月23日，原大陳部隊轉赴臺灣省澎湖縣漁翁島整訓。
- 1955年4月16日，原大陳部隊正式定編番號為「反共救國軍第一總隊」。
- 1955年5月1日，反共救國軍第一總隊改隸屬於陸軍總司令部，福建省反共救國軍總指揮部改編為「反共救國軍第二總隊」，「反共救國軍指揮部」設於臺灣省臺北市圓山，敵後工作處與所屬縱隊屬國防部情報局所轄。
- 1955年11月1日，反共救國軍第一總隊在澎湖完成整訓後，奉令接守東引、烏坵、東犬。此時除烏坵外，其餘地區均受馬祖守備區指揮。
- 1955年12月1日，東引守備區成立，總隊長兼任指揮官，作戰指揮權移歸海軍總司令部。
- 1960年9月9日，反共救國軍第一總隊、第二總隊奉令整編為「陸軍反共救國軍」，作戰指揮權移歸陸軍總司令部，並於東引正式成立「陸軍反共救國軍指揮部」，以9月9日為隊慶[2]。

### 精實時期
- 1998年10月1日，因應精實案，陸軍反共救國軍改編為「陸軍步兵第一九五旅」，仍以9月9日為隊慶。

### 精進時期
- 2006年11月1日，因應《國防組織法》（精進案第二階段）規定，更銜為「陸軍東引地區指揮部」[3]，仍以9月9日為隊慶。

## 編制

### 指揮管轄
- 指揮官 一位 少將
- 副指揮官 一位 上校
- 參謀主任 一位 上校
- 副參謀主任 一位 中校
- 政戰主任 一位 上校
- 士官督導長 一位 士官長

### 直屬單位
- 本部連
- 砲兵連（連部+砲兵排×2）
- 防空連
- 戰鬥工兵連
- 支援連（補給排、保修排、衛生排）2014年7月編成

### 下轄單位
- 步兵營（營部連+步兵連×2 +機械化步兵連（裝備CM-21裝甲車））

## 歷任指揮官

### 反共救國軍指揮部時期
| 反共救國軍指揮部 中將總指揮 | 反共救國軍指揮部 中將總指揮 | 反共救國軍指揮部 中將總指揮 | 反共救國軍指揮部 中將總指揮 | 反共救國軍指揮部 中將總指揮 |
| 歷任                        | 姓名                        | 籍貫                        | 任期時間                    | 備註                        |
| --------------------------- | --------------------------- | --------------------------- | --------------------------- | --------------------------- |
| 第一任                      | 胡宗南                      | 浙江孝豐                    | 1951年9月9日–1953年7月23日  | 黃埔1期                     |
| 第二任                      | 鍾 松                       | 浙江松陽                    | 1955年6月16日–1957年3月16日 | 黃埔2期                     |
| 第三任                      | 夏季屏                      | 江蘇武進                    | 1957年3月16日–1960年11月1日 | 黃埔3期                     |

### 陸軍反共救國軍指揮部時期
| 陸軍反共救國軍指揮部 中將指揮官 | 陸軍反共救國軍指揮部 中將指揮官 | 陸軍反共救國軍指揮部 中將指揮官 | 陸軍反共救國軍指揮部 中將指揮官 | 陸軍反共救國軍指揮部 中將指揮官 |
| 歷任                            | 姓名                            | 籍貫                            | 任期時間                        | 備註                            |
| ------------------------------- | ------------------------------- | ------------------------------- | ------------------------------- | ------------------------------- |
| 第一任                          | 張雅山                          | 浙江溫嶺                        | 1959年9月23日–1962年11月30日    | 中央軍校13期                    |
| 第二任                          | 張立夫                          | 浙江嵊縣                        | 1962年12月1日–1964年10月31日    | 中央軍校08期                    |
| 第三任                          | 程立佐                          | 江蘇鹽城                        | 1964年11月1日–1967年4月19日     | 中央軍校08期                    |
| 第四任                          | 李 定                           | 湖南永興                        | 1967年4月20日–1969年8月3日      | 中央軍校11期                    |
| 第五任                          | 張兆聰                          | 浙江德清                        | 1969年8月4日–1971年9月4日       | 中央軍校13期                    |
| 第六任                          | 夏 超                           | 湖南常德                        | 1971年9月5日–1973年2月15日      | 中央軍校17期                    |
| 第七任                          | 梁鳳彩                          | 河南新野                        | 1973年2月16日–1975年3月26日     | 中央軍校15期                    |
| 第八任                          | 李明萱                          | 湖北房縣                        | 1975年3月27日–1976年6月30日     | 中央軍校17期                    |
| 第九任                          | 涂 遂                           | 江西臨川                        | 1976年7月1日–1977年10月31日     | 中央軍校17期                    |
| 第十任                          | 郭連城                          | 河南輝縣                        | 1977年11月1日–1979年2月28日     | 中央軍校18期                    |
| 第十一任                        | 謝 久                           | 湖北隨縣                        | 1979年3月1日–1981年5月10日      | 中央軍校19期                    |
| 第十二任                        | 蔣逢魁                          | 河南鎮平                        | 1981年5月11日–1982年11月3日     | 中央軍校19期                    |
| 第十三任                        | 龍元偉                          | 湖南耒陽                        | 1982年11月4日–1983年6月11日     | 中央軍校19期                    |
| 第十四任                        | 王易謙                          | 河北易縣                        | 1983年6月12日–1987年2月28日     | 陸軍官校正23期                  |
| 第十五任                        | 馬雲昇                          | 山東嶧縣                        | 1987年3月1日–1990年2月15日      | 陸軍官校正25期                  |
| 第十六任                        | 劉寧善                          | 山東壽張                        | 1990年2月16日–1993年1月31日     | 陸軍官校正32期                  |
| 第十七任                        | 謝抗建                          | 河北束鹿                        | 1993年2月1日–1994年3月31日      | 陸軍官校專09期                  |
| 第十八任                        | 龔以敏                          | 福建莆田                        | 1994年4月1日–1996年7月31日      | 陸軍官校正37期                  |
| 第十九任                        | 胡 捷                           | 山東濟南                        | 1996年8月1日–1998年9月30日      | 陸軍官校正39期                  |

### 陸軍步兵第一九五旅時期
| 陸軍步兵第一九五旅 少將旅長 | 陸軍步兵第一九五旅 少將旅長 | 陸軍步兵第一九五旅 少將旅長 | 陸軍步兵第一九五旅 少將旅長   | 陸軍步兵第一九五旅 少將旅長 |
| 歷任                        | 姓名                        | 籍貫                        | 任期時間                      | 備註                        |
| --------------------------- | --------------------------- | --------------------------- | ----------------------------- | --------------------------- |
| 第一任                      | 黃崑益                      | 臺灣屏東                    | 1998年10月1日–1999年9月30日   | 陸軍官校正44期              |
| 第二任                      | 趙希平                      | 山東臨邑                    | 1999年10月1日–2001年8月14日   | 陸軍官校正44期              |
| 第三任                      | 王國強                      | 山東即墨                    | 2001年8月14日–2002年11月30日  | 陸軍官校正47期              |
| 第四任                      | 王興尉                      | 河南博愛                    | 2002年11月31日–2004年12月31日 | 陸軍官校正46期              |
| 第五任                      | 張芳華                      | 臺灣高雄                    | 2005年1月1日–2006年4月15日    | 陸軍官校正47期              |
| 第六任                      | 傅永明                      | 河南鹿邑                    | 2006年4月16日–2006年10月31日  | 陸軍官校正50期              |

### 陸軍東引地區指揮部時期
| 陸軍東引地區指揮部 少將指揮官 | 陸軍東引地區指揮部 少將指揮官 | 陸軍東引地區指揮部 少將指揮官 | 陸軍東引地區指揮部 少將指揮官  | 陸軍東引地區指揮部 少將指揮官                       |
| 歷任                          | 姓名                          | 籍貫                          | 任期時間                       | 備註                                                |
| ----------------------------- | ----------------------------- | ----------------------------- | ------------------------------ | --------------------------------------------------- |
| 第一任                        | 傅永明                        | 河南鹿邑                      | 2006年11月1日–2008年6月30日    | 陸軍官校正50期                                      |
| 第二任                        | 陳曉明                        | 江蘇鹽城                      | 2008年7月1日–2010年5月31日     | 陸軍官校正52期                                      |
| 第三任                        | 莫又銘                        | 江蘇東臺                      | 2010年6月1日–2011年8月31日     | 陸軍官校正53期                                      |
| 第四任                        | 賀 政                         | 臺灣高雄                      | 2011年9月1日–2013年5月15日     | 陸軍官校正54期                                      |
| 第五任                        | 張俊達                        | 山東高密                      | 2013年5月16日–2014年10月31日   | 陸軍官校正58期                                      |
| 第六任                        | 楊嘉智                        |                               | 2014年11月1日–2015年4月11日    | 陸軍官校正57期                                      |
| 代 理                         | 陳忠文                        | 臺灣花蓮                      | 2015年4月2日–2015年4月15日     | 馬防部參謀長代理，陸軍官校正56期                    |
| 第七任                        | 廖建興                        |                               | 2015年4月16日 - 2017年12月31日 | 110.8.01接任馬防部指揮官 陸軍官校正59期             |
| 第八任                        | 陳明華                        |                               | 2018年1月1日 - 2019年10月31日  | 陸軍官校正58期                                      |
| 第九任                        | 尹昌榮                        |                               | 2019年11月1日 -2021年7月31日   | 陸軍官校正62期 調任國防部情報次長室聯合情研中心主任 |
| 第十任                        | 賴政豐                        |                               | 2021年8月1日 -2023年6月30日    | 陸軍官校專15期 調任陸軍花防部參謀長                 |
| 第十一任                      | 林主典                        |                               | 2023年7月1日 -2025年2月19日    | 志預官83年班畢業                                    |
| 第十二任                      | 馮少毅                        |                               | 2025年2月20日 至今             | 陸軍官校84年班畢業                                  |

## 代表軍歌

### 東引戰歌
風雲動 旗飄揚 精銳菁英在東引島上

破猛浪 力勝鋼 忠誠精實捍衛海疆

戮力奮發新作為 勤訓精鍊誓發光

忠義慓悍氣高亢 我們報國意志堅強

勇猛頑強聚力量 親民愛民為志職

同島一命信念強 我們護疆士氣昂揚

風雲動 旗飄揚 驍勇軍威捍衛海疆

破猛浪 力勝鋼 精誠團結在東引島上

## 隊徽含意
- 盾形：具有堅強鞏固、精實戰力之意。
- 國徽散發12道閃電光芒：象徵該旅夙夜匪懈、蓄勢待發，隨時對來犯之敵給予迎頭痛擊。
- 戰士及東引群島：代表該旅積極備戰，領導防區軍民上下一心，同島一命共同防衛
- 忠義驃悍：延續反共救國軍傳統精神。